# Annette Apon
Annette Louise Elisabeth Adriana (Annette) Apon (1949) is een Nederlandse regisseur, producent en publicist. Ze is mede-oprichter van het filmtijdschrift Skrien en het filmcollectief Amsterdams Stadsjournaal.

## Biografie
Apon volgde de Nederlandse Filmacademie. Ze was in 1968 mede-oprichter van het filmtijdschrift Skrien.
Ze was in 1974 ook een van de medeoprichters van het filmcollectief Het Amsterdamse Stadsjournaal. In de jaren zeventig schreef ze regelmatig over film in kranten en tijdschriften. Ze regisseert korte films, speelfilms, documentaires en dramaproducties. Bij sommige films was ze ook als producent actief. Haar speelfilmdebuut  'De golven' werd uitgebracht in 1982, en was de eerste literatuurverfilming van een roman van Virginia Woolf op het Nederlandse bioscoopscherm.
Annette is de dochter van acteur Jan Apon en actrice Betty Kapsenberg.

## Filmografie
- Uit het werk van Baruch d’Espinoza (NL, Frans van de Staak, 1973) – productieleiding / acteur
- Eigen haard is goud waard (1973)
- Overloop is sloop (1974, short)
- Van brood alleen kan een mens niet leven (1975)
- Een schijntje vrijheid (1976)
- Het bosplan (1978)
- Politiewerk (1979)
- Kakafonische notities (1980)
- Golven (1982) (ook scenario)
- Giovanni (1983) (ook scenario) - Hiervoor ontving Annette Apon de Gouden Kalf in de categorie Speciale Juryprijs
- Projekties (1984)
- Ornithopter (1985) (ook scenario, producent)
- Reis zonder einde (1988) (ook scenario)
- Afstanden 1 (1989) (ook producent)
- Afstanden 2 (1989) (ook producent)
- Afstanden 3 (1989) (ook producent)
- Krokodillen in Amsterdam (1990) (ook scenario)
- De reis om de wereld in 80 snackbars (1992)
- Naarden Vesting (1993) (ook scenario)
- Een winter in Zuiderwoude (1994) (ook montage, scenario)
- Wakers en dromers (1994) (ook scenario, montage)
- Het is de schraapzucht, gentlemen (1996) (ook scenario)
- De man met de hond (1998)
- Onbekende kinderen (2000)
- Sporen van Erasmus (2002)
- Door het oog van een ander (2004)
- Utrecht CS (2007)
- Exploded View (2008) (ook scenario)
- The art of motion (2008)
- De stelling van amsterdam (2009)
- Droom en daad (2012) (ook scenario)
- Ik wil gelukkig zijn (2016) (ook scenario)
- Leonie, actrice en spionne (2020)